# Toni Egger
Toni Egger (Bolzano, 12 settembre 1926 – Cerro Torre, 2 febbraio 1959) è stato un alpinista italiano, di madrelingua tedesca.
È stato uno degli alpinisti più forti del secondo dopoguerra. Morì a 32 anni in circostanze mai del tutto chiarite nel tentativo di scalare il Cerro Torre in Patagonia. Secondo il racconto di Cesare Maestri, suo compagno di cordata nell'occasione, dopo che i due avevano conquistato la cima, Egger fu travolto da una valanga nei pressi del nevaio triangolare della parete est durante la discesa. I suoi resti furono ritrovati solamente nel 1974 sul ghiacciaio Torre.

## Biografia
Dopo aver trascorso i suoi primi anni a Bolzano, nel 1939, a 13 anni, emigra con la famiglia a Debant, nei pressi di Lienz, in Austria, in quanto il padre sceglie di trasferirsi in un'area di lingua germanica, avvalendosi così della facoltà concessa alle minoranze linguistiche dagli accordi italo-tedeschi del 1939 (Opzioni in Alto Adige). A 15 anni inizia a frequentare le montagne vicino a casa salendo da solo l'Alpenrautenkamin sulle Dolomiti di Lienz; non possedendo pedule è costretto a salire con i soli calzettoni ai piedi e tenendo le scarpe in mano.
Nel dopoguerra incomincia la sua carriera alpinistica. Nel 1950 dopo essersi recato nelle Dolomiti di Sesto percorrendo i sentieri dei contrabbandieri, in quanto privo di passaporto, rimane così colpito dalle montagne al suo cospetto da scrivere nel suo diario “Arrivai per la prima volta nelle Dolomiti e fui incantato dalle bellezza di quelle maestose montagne. Ho uno struggente desiderio di ritornarvi per dedicarmi a escursioni più importanti”. Tre mesi dopo scala, con Franz Reinzer, la parete Nord della Cima Grande di Lavaredo. Insieme ad Heini Heinricher realizza un'invernale sulla parete nord del Laseerzkopf e la prima della parete nord del Roter Turm. Egger viene considerato un genio dell'arrampicata e gli si prospetta dinanzi una carriera alpinistica eccezionale.
Nel 1951 si iscrive al corso di guida alpina presso lo Zillertal; tra i cinquanta partecipanti si piazza al quarto posto nel corso invernale ed al secondo in quello estivo; annota nel suo diario “è stato un grande successo, giacché vi sono molti altri ottimi alpinisti, e devo onestamente riconoscere che non mi sono mai ritenuto il migliore”. Lavora come boscaiolo e come geometra; in autunno diviene guida alpina.
Nel 1952 effettua diverse prime nelle Dolomiti di Lienz, tra cui la prima ascensione dello spigolo Sud-Ovest del Roter Turm e della parete Nord dell'Ellerturm; assieme a Franco Mantelli raggiunge il Cervino per la Cresta di Furggen. Entra a far parte della Alpine Gesselleschaft Alpenraute di Lienz, un prestigioso circolo di amanti della montagna.
Nel 1954 sale in sole 11 ore la parete Nord della Cima Ovest di Lavaredo e la parete Nord della Cima Grande. Nello stesso anno sale da solo il Campanile Basso, lo Spigolo Giallo della Cima Piccola, la cima Grande per lo Spigolo Mazzorana in salita e lo Spigolo Dibona in discesa.
Nel 1955 sale in invernale la parete Nord del Roter Turm, la parete Nord-Ovest del Pizzo Badile e la parete occidentale del Grand Capucin. Le sue ascensioni gli fanno meritare i soprannomi di "donnola" ed "arrampicatore libero puro".
Nel 1956 sale la parete Sud dell'Aiguille du Midi solo due giorni dopo la prima di Gaston Rébuffat ed ignorandone l'ascensione. Sale anche la cresta sud dell'Aguille Noire ed il Pilastro del Dru. Dimostra così una grande versatilità, arrampicando sia su granito che dolomite, al livello dei migliori specialisti dell'epoca. Presso il gruppo delle Tre Cime conosce Cesare Maestri.
Nel 1957 partecipa ad una spedizione esplorativa in Perù organizzata dal Club Alpino Austriaco diretta da Heinrich Klier, in occasione della quale effettua, assieme a Siegfried Jungmair, la prima ascensione dello Jirishanca, detto il "Cervino delle Ande". Questa salita determinò un rilevante successo professionale per Egger, al quale fu affidata la direzione della Scuola d'Alta montagna del Tirolo.

## Il Cerro Torre
Nel 1958 Cesare Maestri stava organizzando una nuova spedizione al Cerro Torre dopo che quella dell'anno precedente diretta da Bruno Detassis non aveva avuto successo; Toni Egger si offre spontaneamente di prendervi parte proprio quando il precedente compagno di Maestri, Claudio Baldessarri, aveva dovuto rinunciare
Della spedizione facevano parte anche Cesarino Fava, che già aveva partecipato all'organizzazione di quella dell'anno precedente, e quattro studenti universitari con il compito di portatori. Dopo aver lungamente lavorato, dal 6 al 15 gennaio 1959, per attrezzare i 300 metri di un diedro che conduce al nevaio triangolare della parete est, vengono bloccati dal maltempo. Il 28 gennaio Maestri, Egger e Fava partono per tentare la cima; quest'ultimo, dopo che i tre avrebbero raggiunto il Colle nord, fa ritorno alla base lasciando Maestri ed Egger soli. Sei giorni dopo, ovvero il 3 febbraio 1959, Fava ritrova Maestri semisepolto nella neve, il quale racconta che la cordata era giunta in cima ma che il giorno precedente, mentre stavano traversando il nevaio triangolare, Egger era stato colpito e trascinato via da una valanga. La macchina fotografica che avrebbe potuto documentare la salita, andò perduta nell'incidente.
La salita Maestri-Egger del '59 è fortemente contestata nel mondo alpinistico, sia per l'assenza di ogni prova del passaggio dei due sopra il cd. nevaio triangolare, sia per le numerose imprecisioni e contraddizioni dei racconti di Maestri.
Il giorno di Natale del 1974 una spedizione anglo-americana composta dagli alpinisti Ben Campbell-Kelly, Brian Wyvill, Mick Coffey, John Bragg, Jim Donini, che stava attraversando il Ghiacciaio Torre per recarsi al Cerro Stanhardt ritrovò alcuni resti del corpo di Toni Egger; furono trovati accanto anche la piccozza, il martello, il coltellino e la corda. Nell'estate del 1975 la guida svizzera Hans Peter Trachsel seppellì i suoi resti ai piedi della parete occidentale del Fitz Roy.
A Toni Egger è stata dedicata la guglia che si trova immediatamente a nord del Cerro Torre (Torre Egger). È stato proposto che sia dedicato ad Egger anche il Colle che si trova fra il Cerro Torre e la Torre Egger, poiché si ritiene improprio il nome Colle della Conquista assegnato da Maestri, essendo fortemente contestato che quest'ultimo lo abbia effettivamente raggiunto.

## Frase celebre
Quando nel 1952 Toni Egger saliva la cresta di Furggen con Franco Mantelli, sembra che interpretasse la salita in maniera molto ardita, assumendosi significativi rischi, tanto che quest'ultimo lo invitava da sotto a proteggersi meglio urlandogli "Toni, pianta chiodi!". Pare che l'espressione sia poi divenuta abituale degli alpinisti della Alpinen Geselleschaft Alpenraute che la pronunciavano quando si trovavano sui punti più esposti di una scalata impegnativa.